# Ardea
Este artículo trata sobre el ave. Para la ciudad de Italia, véase Ardea (localidad).
Ardea es un género de aves pelecaniformes de la familia Ardeidae. Son de gran tamaño, generalmente de 80 a 100 cm o más de longitud. Tienen una distribución cosmopolita.
Viven en terrenos inundables donde cazan peces, ranas y otras presas acuáticas. Son poderosas aves con pico, cuello y patas largos, que cazan acechando su presa en aguas tranquilas antes de atraparlas con una violenta arremetida. Tienen un vuelo lento, retractando su cuello de manera característica, lo que las distingue de las cigüeñas, que extienden el cuello al volar.
Muchos especies viven en colonias en árboles, construyendo grandes nidos de ramas. Las especies norteñas, como la garza azulada, la garza real y la garza imperial pueden migrar al sur en invierno.

## Taxonomía
Algunas especies de Ardea están claramente emparentadas, como la garza real, la azulada y la cuca, que forman una superespecie. La asignación a Ardea o a Egretta es discutida en algunas especies.

### Especies actuales
Se conocen catorce especies de Ardea:
- Ardea cinerea - Garza real
- Ardea herodias - garza azulada
- Ardea cocoi - garza cuca
- Ardea pacifica - garza cuelliblanca
- Ardea melanocephala - garza cabecinegra
- Ardea humbloti - garza malgache
- Ardea ibis- garcilla bueyera.
- Ardea insignis - garza ventriblanca
- Ardea sumatrana - garza de Sumatra
- Ardea goliath - garza goliat
- Ardea purpurea - garza imperial
- Ardea alba - garza blanca
- Ardea intermedia - garceta intermedia
- Ardea brachyrhyncha - garceta piquicorta
- Ardea plumifera – garceta plumífera

Ardea picata y Ardea eulophotes se clasifican ahora en el género Egretta.

### Especies fósiles
Un número de especies de Ardea se conocen solo por huesos subfósiles o fósiles. Su lugar en Ardea versus Egretta es provisional:[cita requerida]
- Ardea bennuides, garza de Bennu
- Ardea sp. (Mioceno Medio, Observation Quarry, EE. UU.) (fósil)
- Ardea sp. (Mioceno Tardío, Love Bone Bed, EE. UU.) (fósil)
- Ardea polkensis (Plioceno Temprano, Bone Valley, EE. UU.) (fósil)
- Ardea sp. (Pleistoceno Temprano, Macasphalt Shell Pit, EE. UU.) (fósil)
- Ardea formosa (fósil)
- Ardea howardae (fósil)
- Ardea similis (fósil)